# Liste der Bodendenkmale in Wenzendorf
In der Liste der Bodendenkmale in Wenzendorf sind alle Bodendenkmale der niedersächsischen Gemeinde Wenzendorf aufgelistet. Die Quelle ist der Denkmalatlas Niedersachsen. Der Stand der Liste ist der 29. Oktober 2024.

## Allgemein
In den Spalten finden sich folgende Informationen des Bodendenkmales :
- Lage        : geographische Koordinaten
- Bezeichnung : Bezeichnung lt. Denkmalatlas
- Beschreibung: Beschreibung lt. Denkmalatlas
- ID          : Objekt-ID
- Bild        : Bild, ggf. zusätzlich mit Link zu weiteren Fotos im Medienarchiv Wikimedia Commons.

## Wenzendorf
| Lage                        | Bezeichnung              | Beschreibung | ID       | Bild           |
| --------------------------- | ------------------------ | --- | -------- | -------------- |
| 53° 22′ 10″ N, 9° 46′ 52″ O | Wenzendorf 25, Grabhügel | Breit, wuchtig, Durchmesser 16 m, erhaltene Höhe 1,30 m. | 28961110 | BW             |
| 53° 22′ 4″ N, 9° 46′ 28″ O  | Wenzendorf 11, Grabhügel | Auch „Margaretenstein“ genannt. Es handelt sich um den Rest eines teilzerstörten Großdolmens. Der ovale Hügelrest misst 16 m Länge und 11 m Breite. Darin der Rest einer einst großen Steinkammer von ursprünglich wohl 4 oder 5 Jochen. Das Grab und die Kammer sind Ost-West ausgerichtet. | 28961097 | Weitere Bilder |
| 53° 21′ 45″ N, 9° 44′ 19″ O | Wenzendorf 13, Grabhügel | Rund, Südseite für Garagenzufahrt teilweise abgetragen. Ältere Eingabung stört die Mitte. Durchmesser 12 m, erhaltene Höhe 0,8 m. | 28961101 | BW             |
| 53° 21′ 41″ N, 9° 44′ 19″ O | Wenzendorf 14, Grabhügel | Breit, flach, durch seitliche Abgrabungen gestört und stark verflacht. Durchmesser 14 m, erhaltene Höhe 0,8 m. | 28961102 | BW             |
| 53° 21′ 48″ N, 9° 44′ 30″ O | Wenzendorf 15, Grabhügel | Rest eines runden Grabhügels. Im Westen im Zuge eines Neubaus fast die Hälfte des Hügels abgetragen, im Osten bei Parzelleriung ein Teil auf dem Nachbargrundstück zerstört. Ehemaliger Durchmesser 12 m und 1 m erhaltene Höhe.                                                             | 28961111 | BW             |
| 53° 21′ 40″ N, 9° 45′ 0″ O  | Wenzendorf 28, Grabhügel | Hebt sich als deutliche Kuppe ab. 15 m Durchmesser und 0,8 m erhaltene Höhe. | 28961114 | BW             |
| 53° 21′ 47″ N, 9° 45′ 9″ O  | Wenzendorf 29, Grabhügel | Groß, flach gewölbt, Durchmesser 15 m und erhaltene Höhe 0,9 m. | 28961115 | BW             |
| 53° 20′ 57″ N, 9° 43′ 50″ O | Wenzendorf 30, Grabhügel | Flach. Westlicher Fuss von Waldweg überfahren. Durchmesser 10 m, erhaltene Höhe 0,6 m. | 28961113 | BW             |
| 53° 20′ 58″ N, 9° 43′ 53″ O | Wenzendorf 31, Grabhügel | Flach mit eingesunkener Mitte. Durchmesser 10 m, erhaltene Höhe 0,7 m. | 28961109 | BW             |
| 53° 20′ 57″ N, 9° 44′ 0″ O  | Wenzendorf 33, Grabhügel | Flach, verwaschen, Durchmesser 10 m, erhaltene Höhe 0,7 m. | 28961116 | BW             |
| 53° 20′ 56″ N, 9° 43′ 49″ O | Wenzendorf 34, Grabhügel | Sehr flach, gleichmäßig gewölbt mit verfließender Randpartie. Durchmesser 10 m, erhaltene Höhe 0,6 m. | 28961118 | BW             |
| 53° 21′ 17″ N, 9° 43′ 50″ O | Wenzendorf 36, Grabhügel | Sanft gewölbt, Übergang des Randes ist fließend aber noch abgrenzbar. Durchmesser 12 m, erhaltene Höhe 0,7 m. | 28961119 | BW             |
| 53° 20′ 18″ N, 9° 43′ 44″ O | Wenzendorf 37, Grabhügel | Flach gewölbt, Durchmesser 13 m, erhaltene Höhe 0,7 m. | 28961121 | BW             |
| 53° 20′ 16″ N, 9° 43′ 49″ O | Wenzendorf 38, Grabhügel | Groß mit steilen Rändern. Kuppe st abgeflacht und eine große Eingrabung von 3 × 3 m. Durchmesser 22 m, erhaltene Höhe 1,8 m. | 28961120 | BW             |
| 53° 20′ 35″ N, 9° 44′ 33″ O | Wenzendorf 39, Grabhügel | Wuchtig, Durchmesser 21 m und erhaltene Höhe 1,6 m. Auf dem Hügel ein topographischer Messpunkt und mehrere alte Eingrabungen. | 28961117 | BW             |
| 53° 20′ 33″ N, 9° 44′ 37″ O | Wenzendorf 40, Grabhügel | Oben abgeflacht, Durchmesser 15 m und erhaltene Höhe 0,8 m. Zentral eine größere alte Eingrabung. | 28961122 | BW             |
| 53° 20′ 25″ N, 9° 44′ 23″ O | Wenzendorf 42, Grabhügel | Wuchtig mit verfließendem Rand. 18 m × 13 m und ca. 1,6 m erhaltene Höhe. | 28961125 | BW             |
| 53° 20′ 29″ N, 9° 45′ 0″ O  | Wenzendorf 46, Grabhügel | Klein, flach mit alter Eingrabung in der Mitte. Durchmesser 8 m, erhaltene Höhe 0,5 m. | 28961126 | BW             |
| 53° 20′ 30″ N, 9° 45′ 3″ O  | Wenzendorf 47, Grabhügel | Sehr flach mit eingesunkener Mitte und Hackfruchmiete in Nordwestseite. Durchmesser 12 m, erhaltene Höhe 0,6 m. | 28961112 | BW             |
| 53° 20′ 30″ N, 9° 45′ 4″ O  | Wenzendorf 48, Grabhügel | Flach mit stark zerwühlter Oberfläche und alter Eingrabung in der Mitte. Durchmesser 12 m, erhaltene Höhe 0,6 m. | 28961123 | BW             |
| 53° 20′ 31″ N, 9° 45′ 5″ O  | Wenzendorf 49, Grabhügel | Sehr flach, unscheinbar, 8 m Durchmesser und 0,4 m erhaltene Höhe. | 28961224 | BW             |
| 53° 20′ 28″ N, 9° 45′ 3″ O  | Wenzendorf 50, Grabhügel | Sehr flach mit eingesunkener Mitte. Durchmesser 12 m, erhaltene Höhe 0,6 m. | 28961225 | BW             |
| 53° 20′ 20″ N, 9° 45′ 6″ O  | Wenzendorf 51, Grabhügel | Flach mit zwei alten Eingrabungen an Nordwestseite und Störung durch Tierbaue. Durchmesser 12 m, erhaltene Höhe 0,7 m. | 28961226 | BW             |
| 53° 20′ 19″ N, 9° 45′ 4″ O  | Wenzendorf 52, Grabhügel | Klein, Durchmesser 10 m und 0,8 m erhaltene Höhe. Durch den Forststreifenpflug überfahren und durch Tierbaue gestört. | 28961223 | BW             |
| 53° 20′ 26″ N, 9° 46′ 3″ O  | Wenzendorf 53, Grabhügel | Sehr flach, Durchmesser 12 m, erhaltene Höhe 0,4 m. | 28984998 | BW             |
| 53° 20′ 12″ N, 9° 43′ 45″ O | Wenzendorf 60, Grabhügel | Breit, flach, Kuppe abgeflacht und trägt Spuren einer alten Eingrabung. Durchmesser 15 m und erhaltene Höhe 1,2 m. | 28961227 | BW             |
| 53° 20′ 11″ N, 9° 43′ 47″ O | Wenzendorf 61, Grabhügel | Groß, Kuppe oben auffällig abgeplattet. Durchmesser 17 m, erhaltene Höhe 1,3 m. | 28961222 | BW             |
| 53° 20′ 12″ N, 9° 43′ 51″ O | Wenzendorf 62, Grabhügel | Groß, Kuppe abgeplattet mit einer alten Eingrabung in der Mitte. Durchmesser 18 m, erhaltene Höhe 1,4 m. | 28961229 | BW             |
| 53° 20′ 11″ N, 9° 43′ 54″ O | Wenzendorf 63, Grabhügel | Groß mit abgeplatteter Kuppe und zentraler größerer Eingrabung. Durchmesser 15 m, erhaltene Höhe 1,3 m. | 28961232 | BW             |
| 53° 20′ 11″ N, 9° 43′ 56″ O | Wenzendorf 64, Grabhügel | | 28961234 | BW             |
| 53° 20′ 10″ N, 9° 43′ 57″ O | Wenzendorf 65, Grabhügel | Groß, Kuppe abgeflacht und trägt Spuren einer alten Eingrabung. Durchmesser 20 m, erhaltene Höhe 1,7 m. | 28961235 | BW             |
| 53° 20′ 8″ N, 9° 43′ 58″ O  | Wenzendorf 66, Grabhügel | Wuchtig, kräftig gewölbt, 18 m Durchmesser und 1,6 m hoch. Durch Grenzgraben der Gemarkung und Waldweg gestört. | 28961231 | BW             |
| 53° 20′ 17″ N, 9° 45′ 1″ O  | Wenzendorf 72, Grabhügel | Rund-oval, 12 × 18 m und 1,1 m erhaltene Höhe. | 28961237 | BW             |